# 기사 (드라마)
《기사》(棋士)는 2025년 방송되었던 중국의 텔레비전 드라마이다.

## 등장 인물
- 왕바오창 - 추이예 역
- 천밍하오 (陈明昊) - 추이웨이 역